# روبرت برايس
روبرت ماكنير برايس (بالإنجليزية: Robert M. Price) (وُلد في 7 يوليو 1954) هو باحث أمريكي في العهد الجديد وأحد معارضي وجود يسوع تاريخي (نظرية أسطورة يسوع). درّس اللاهوت والعقائد الدينية في مدرسة جوني كولمن اللاهوتية. وهو بروفيسور النقد الكتابي في مركز الاستطلاع، ومؤلف عدد من الكتب حول الدراسات الكتابية والوثوقية التاريخية ليسوع.
بصفته كاهنًا معمدانيًا سابقًا، كان محررًا لـدورية النقد الأعلى منذ عام 1994 وحتى توقف نشرها عام 2003. أظهرت كتاباته أيضًا اهتمامًا كبيرًا بكثولو ميثوس، وهو «عالم مشترك» أنشأه الكاتب إتش. بّي. لافكرافت. شارك زوجته كارول سيلبي برايس في تأليف كتاب إيقاعات صوفية: الرؤية الفلسفية لراش (1999) حول فرقة الروك راش.
يُعد برايس زميلًا في مشروع يسوع الذي تم إيقافه، وهو مجموعة من 150 شخصًا يدرسون الأناجيل والوثوقية التاريخية ليسوع، ومنظمًا لمجتمع افتراضي على الإنترنت للمهتمين بتاريخ المسيحية، وعضوًا في المجلس الاستشاري لـتحالف الطلاب العلمانيين. عُرف بتشكيكه الديني، وخاصة في المعتقدات المسيحية الأرثوذكسية، ويصف نفسه أحيانًا بأنه ملحد مسيحي.

## خلفية
وُلد برايس في جاكسون بولاية ميسيسيبي في عام 1954، وانتقل إلى نيوجيرسي في عام 1964. حصل على ماجستير في الدراسات اللاهوتية عن دراساته حول العهد الجديد من معهد غوردون كونويل اللاهوتي في عام 1978. حاز في جامعة درو على شهادة دكتوراه في علم اللاهوت النظامي في عام 1981، وأخرى في دراسات العهد الجديد في عام 1991. كان راعي الكنيسة المعمدانية الأولى في مونتكلير، نيو جيرسي. شغل منصب بروفيسور الدين في جامعة ماونت أوليف، وبروفيسور اللاهوت والدراسات الكتابية في كلية جوني كولمن اللاهوتية، وبروفيسور النقد الكتابي في مركز الاستطلاع في أمهرست، نيويورك.

## نظرية أسطورة المسيح
يتحدى برايس حرفية الكتاب المقدس ويدعم توجهًا أكثر تشكيكًا وإنسانيةً في المسيحية. شكّك برايس في الوثوقية التاريخية ليسوع في سلسلة من الكتب، بما فيها تحليل يسوع (2000)، وابن الإنسان المتضائل المذهل (2003)، ويسوع مات (2007)، ونظرية أسطورة المسيح ومشاكلها (2012)، ويسوع في نقطة التلاشي، وهو مساهمة في يسوع التاريخي: خمسة آراء (2009).

### المنهجية
يستخدم برايس أساليب تاريخية نقدية، ولكنه يستخدم أيضًا «مشابهات تاريخ الأديان» أو «مبدأ التمثيل» لإظهار أوجه التشابه بين روايات الإنجيل والأساطير غير المسيحية في منطقة الشرق الأوسط. ينتقد برايس بعض معايير النقد الكتابي، مثل معيار التغاير ومعيار الإحراج. يذكر برايس أن «الإجماع ليس معيارًا» للوثوقية التاريخية ليسوع. وفقًا لبرايس، في حال تطبيق منهجية تتبع تفكيرًا ناقدًا بثبات لا يرحم، يُترك المرء في حالة من اللاأدرية الكاملة في ما يتعلق بالوثوقية التاريخية ليسوع. يُقّر برايس في يسوع في نقطة التلاشي بمعارضته آراء معظم الباحثين، لكنه يحذر من محاولة تسوية القضية عبر مغالطة التوسل بالأكثرية.

## أعماله الأخرى
يدير برايس ذا بايبل غيك، وهو برنامج إذاعي يجيب فيه عن أسئلة المستمعين. في عام 2010، أصبح واحدًا من ثلاثة مقدمين جدد في بوينت أوف إنكوري (وهو بثّ صوتي تابع لمركز الاستطلاع)، بعد تقاعد مقدم البرنامج السابق دي. جاي. غروث، واستمر في عمله مقدمًا للبرنامج حتى عام 2012. يُذكر أن برايس كان قد ظهر في البرنامج مرتين سابقًا بصفته ضيفًا (انظر الروابط الخارجية أدناه).
في عام 2005، ظهر برايس في فيلم وثائقي لبرايان فليمينغ بعنوان ذا غاد هو وازنت ذير، وتناول العمل الوثائقي «ذا غوسبيل أكوردينغ تو برايس» للكاتب/المخرج جوزيف ناني آراءَ برايس وأفكاره، وهو يظهر أيضًا في أعمال جوزيف كي. ريتشاردز مثل الفيلم الوثائقي باتمان آند جيسوس، والمسلسل الكوميدي هولي شيت.

## مؤلفاته

### في الدين
- Jesus Christ Superstar
- Beyond Born Again: Towards Evangelical Maturity.
- The Widow Traditions in Luke-Acts: A Feminist-Critical Scrutiny. (ISBN 0-7885-0224-7)
- Deconstructing Jesus. (ISBN 1-57392-758-9)
- Mystic Rhythms: The Philosophical Vision of Rush (co-authored by his wife, Carol Selby Price). (ISBN 1-58715-102-2)
- The Pre-Nicene New Testament. (ISBN 1-56085-194-5)
- The Da Vinci Fraud: Why the Truth Is Stranger than Fiction. (ISBN 1-59102-348-3)
- The Incredible Shrinking Son of Man. (ISBN 1-59102-121-9)
- The Reason Driven Life: What Am I Here on Earth For?. (ISBN 1-59102-476-5)
- The Buddha and the Bible.
- Jesus Christ Superstar: A Redactional Study of a Modern Gospel.
- Inerrant the Wind: The Evangelical Crisis of Biblical Authority  (forthcoming).
- Paul as Text: The Apostle and the Apocrypha (forthcoming).
- The Paperback Apocalypse: How the Christian Church was Left Behind. (ISBN 1-59102-583-4)
- Paul: The Amazing Colossal Apostle (forthcoming).
- Jesus is Dead. (ISBN 1-57884-000-7)
- The Empty Tomb: Jesus Beyond The Grave (as editor). (ISBN 1-59102-286-X)

### في سثولهو ميثوس (كمحرر)
- Acolytes of Cthulhu
- The Antarktos Cycle: Horror and Wonder at the Ends of the Earth
- The Azathoth Cycle: The Blind Idiot God
- Black Forbidden Things
- The Book of Eibon
- The Book of Iod
- The Cthulhu Cycle: Thirteen Tentacles of Terror
- Dark Wisdom: New Tales of the Old Ones
- The Dunwich Cycle: Where the Old Gods Wait
- The Hastur Cycle
- The Horror of It All: Encrusted Gems from the "Crypt of Cthulhu"
- H.P. Lovecraft and the Cthulhu Mythos
- The Innsmouth Cycle: The Taint of the Deep Ones
- The Ithaqua Cycle: The Wind-Walker of the Icy Wastes
- Lin Carter: A Look Behind His Imaginary Worlds
- Lin Carter's Anton Zarnak, Supernatural Sleuth
- Lovecraft: A Look Behind the Cthulhu Mythos (with Lin Carter)
- Mysteries of the Worm
- The Necronomicon
- The New Lovecraft Circle
- The Nyarlathotep Cycle: The God of a Thousand Forms
- Shards of Darkness
- The Shub-Niggurath Cycle: Tales of the Black Goat with a Thousand Young
- The Taint of Lovecraft
- Tales of the Lovecraft Mythos
- Tales Out of Dunwich
- Tales Out of Innsmouth: New Stories of the Children of Dagon
- The Tsathoggua Cycle: Terror Tales of the Toad God
- The Xothic Legend Cycle: The Complete Mythos Fiction of Lin Carter

## وصلات خارجية
- روبرت برايس على موقع IMDb (الإنجليزية)
- روبرت برايس على موقع قاعدة بيانات الفيلم (الإنجليزية)

روبرت برايس  على قاعدة بيانات الخيال التأملي على الإنترنت
- Official website
- TheBibleGeek.org - Price's user community website
- Point of Inquiry audio interview: Jesus: The Failed Hypothesis
- Point of Inquiry audio interview: The Reason Driven Life
- The Amateur Scientist Podcast audio interview: the Tower of Babel
- Interview about the Cthulu Mythos on The Polyschizmatic Reprobates Hour
- Interview about the Paperback Apocalypse at The Polyschizmatic Reprobates Hour
- Interview on The Nick and Josh Podcast
- Review of Price's work by إيرل دوهرتي, a comparative study of Robert M. Price's The Da Vinci Fraud, دان براون's شيفرة دا فينشي (رواية) and Ki Longfellow's The Secret Magdalene. نسخة محفوظة 8 ديسمبر 2006 على موقع واي باك مشين.